# Дом Магуло
Дом Магуло — двухэтажное здание, расположенное на Петровской улице в городе Таганроге Ростовской области.  Объект культурного наследия регионального значения.
Адрес:  г. Таганрог, Петровская улица,  д. 70.

## История
В начале XIX века коммерческий советник Марк Спиридонович Магула вместе с братом построили дом по улице Петровской, 46 (ныне 70). Потолки здания были расписали итальянскими художниками. В 1825 году город посетил император Александр I. Богатые греки в его честь устроили вечер в доме Магула. На вечере присутствовал и сам император.
В 1872 году в здании на первом этаже торговали суконными товарами: трико, драпом и др. В магазине братьев Вукашинович можно было купить иностранные вина, водку и 98-процентный очищенный спирт.
Марк Спиридонович занимался экспортом хлеба за границу. Многочисленные родственники Магула владели домом до 1925 года. Одна из них, Виргиния Спиридоновна, старая дева, 1836 года рождения, являлась членом комитета и директором Общества призрения неимущих. В декабре 1912 года Виргиния Спиридоновна была награждена медалью на Аннинской ленте за пожертвованиям странно-приимному дому купца Герасима Депальдо. Помощь бедным создала о ней в обществе мнение, как об обеспеченном человеке, что впоследствии её и погубило. 27 января 1918 года она была задушена грабителями в своей квартире по Петровской улице, 46 (70).  Грабители требовали от неё ценности и деньги, но не получив, задушили хозяйку. После этого они всё перерыли в доме, но так и ничего не нашли.
Перед октябрьской революцией первый этаж здания сдавался под магазины. В универсальном магазине Н. Мознаима торговали коньками, пишущими и швейными машинками фирмы «Зингер», граммофонами и др.
В 20-е годы XX века здание было национализировано, в нём работала чрезвычайная комиссия (ЧК), потом здесь был клуб медработников имени 8 Марта, редакция газеты «Прибой» и подразделение местной  газеты «Молот» (1926). С 1930-х годов дом стал жилым.
В настоящее время это жилой дом, который является объектом культурного наследия регионального значения (Решение № 301 от 18.11.1992 года).